# プレイサー郡 (カリフォルニア州)
プレイサー郡（英: Placer County）は、アメリカ合衆国カリフォルニア州のサクラメント・バレーとシエラネバダ山脈の双方に位置する郡であり、ゴールドカントリーと呼ばれる地域にある。サクラメント市の郊外からタホ湖まで広がり、ネバダ州との州境に接している。サクラメント大都市圏の拡大故に、州内でも最も成長速度の高い郡に属している。人口は40万4739人（2020年）。郡庁所在地はオーバーンである。

## 歴史

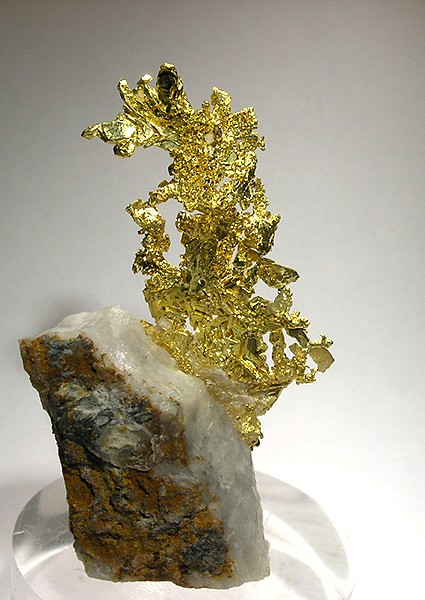
イーグルズネスト金山から出た金の標本

プレイサー郡となった所には数百年前からマイドゥー族とミウォーク族インディアンが住んでいた。1848年に金鉱が発見されて世界中から数万人の鉱山師がこの地を訪れ、その鉱山師に物資やサービスを提供するためにさらに多くの者が移住してきた。金発見から僅か3年後の1851年4月25日、サッター郡とユバ郡の一部から、オーバーンを郡庁所在地として急成長するプレイサー郡が設立された。郡の名前はスペイン語で金を含む砂、あるいは砂利の堆積物を意味している。鉱山師は「プレイサー採掘法」と呼ばれる手法で砂利を洗い、重い金を取り出した。
金の採掘は1880年代まで主要産業だったが、次第に新しい住人は丘陵の肥沃な土壌で農業を始め、また製材業やサザン・パシフィック鉄道の労働者になった。1848年5月にクロード・チャナがオーバーン谷で金を発見したときにオーバーンの町が造られ、そこが後に周辺の金探鉱宿営地のための出荷と物資供給の中心になった。プレイサー郡の美しく歴史ある郡庁舎の礎石は1894年7月4日に据えられたものであり、建物はオーバーンの町を抜ける州間高速道路80号線からはっきりと見ることができる。この建物は1980年代後半に改修され、現在は裁判所、歴史ある保安官事務所およびプレイサー郡博物館として公共の用に供している。かつては小さな農業中心だったローズビル市が鉄道の主要拠点となり、1908年にサザン・パシフィック鉄道がその操車場をそこに移転させた後は郡内で最も人口の多い都市に成長した。
ルーミスとニューキャッスルは鉱山町として始まったが、急成長した果樹製産業の中心になり、地元の多くの加工場を支えている。ペンリンの町はウェールズ出身の鉱山師グリフィス・グリフィスが設立し、鉱山から大規模な花崗岩の石切り場に転換された。ロックリンの町は鉄道の町として始まり、多くの花崗岩石切り場がある町になった。リンカーンとシェリダンの町は牧畜と農業を続けている。リンカーンには1875年に設立された郡内でも最古級の企業であるグラッディング・マクビーンがあり、テラコッタ・クレイの製造工場を運転している。
1960年、郡内にあるオリンピックバレー（スコーバレー）で冬季オリンピックが開催された。

## 地理
アメリカ合衆国国勢調査局に拠れば、郡域全面積は1,503平方マイル (3,893 km2)であり、このうち陸地は1,404平方マイル (3,636 km2)、水域は98平方マイル (254 km2)で水域率は6.55%である。郡内の水路としては、アメリカン川とバンチ・クリークがある。タホ湖はその水面積の40.96%がプレイサー郡内にあり、他にタホ湖が跨る4つの郡よりも大きな数字になっている。

### 国立自然保護地域
- エルドラド国立の森（部分）
- タホ国立の森（部分）

### 隣接する郡
- エルドラド郡 - 南
- サクラメント郡 - 南西
- サッター郡 - 西
- ユバ郡 - 北西
- ネバダ郡 - 北
- ワショー郡 (ネバダ州) - 東
- カーソンシティ (ネバダ州) - 東
- ダグラス郡 (ネバダ州) - 南東

## 都市
市
- ローズビル
- ロックリン
- リンカーン
- オーバーン（郡庁所在地）
- コルファックス

町
- ルーミス

CDP
- オリンピックバレー（スコーバレー）
- アルタ
- バクスター
- カーネリアンベイ
- ドラーポイント
- ダッチフラット
- フォレストヒル
- グラナイトベイ
- キングスビーチ
- キングベイル
- メドウビスタ
- ニューキャッスル
- ノースオーバーン
- オファー
- ペンリン
- シェリダン
- サニーサイドタホ・シティ
- タホビスタ
- ウェイマー

ゴーストタウン
- アイオワヒル

## 交通

### 主要高規格道路
- 州間高速道路80号線
- カリフォルニア州道28号線
- カリフォルニア州道49号線
- カリフォルニア州道65号線
- カリフォルニア州道89号線
- カリフォルニア州道174号線
- カリフォルニア州道267号線

### 公共交通
- プレイサー郡交通がサクラメント地域交通局のワット駅（ライトレール）までバス便を運行している。駅は州間高速道路80号線沿いにある。プレイサー郡交通はサクラメント中心街への通勤便も運行している。
- オーバーン、リンカーン、ローズビル各市は独自の地域交通を運行している。ローズビル市はサクラメントへの通勤便も運行している。
- ネバダ郡のゴールドカントリー・ステイジがオーバーンとグラスバレーの間の接続便を運行している。
- タホ地域交通がネバダ郡のトラッキー、タホシティおよびタホ湖の北岸をネバダ州のインクラインビレッジまで運行している。
- グレイハウンドとアムトラックは長距離都市間輸送を提供している。

### 空港
郡内には一般用途空港として下記の3つがある。
- リンカーン地域空港
- オーバーン空港
- トラッキー・タホ空港

最も近い商業便の発着する空港はサクラメント市のサクラメント国際空港である。

## 人口動態
以下は2000年国勢調査による人口統計データである。
| 基礎データ - 人口: 248,399人 - 世帯数: 93,382世帯 - 家族数: 67,701家族 - 人口密度: 68人/km2（177人/mi2） - 住居数: 107,302軒 - 住居密度: 30軒/km2（76/mi2） 人種別人口構成 - 白人: 88.59% - アフリカン・アメリカン: 0.82% - ネイティブ・アメリカン: 0.89% - アジア人: 2.95% - 太平洋諸島系: 0.16% - その他の人種: 3.39% - 混血: 3.21% - ヒスパニック・ラテン系: 9.67% - ドイツ系アメリカ人: 15.5% - イングランド系アメリカ人: 12.3% - アイルランド系アメリカ人: 10.6% - イタリア系アメリカ人: 7.1% - 先祖がアメリカ人: 7.0% 主たる言語による人口構成 - 英語: 89.7% - スペイン語: 6.0% | 年齢別人口構成 - 18歳未満: 26.5% - 18-24歳: 6.9% - 25-44歳: 29.0% - 45-64歳: 24.5% - 65歳以上: 13.1% - 年齢の中央値: 38歳 - 性比（女性100人あたり男性の人口） - 総人口: 96.4 - 18歳以上: 93.9 世帯と家族（対世帯数） - 18歳未満の子供がいる: 35.3% - 結婚・同居している夫婦: 59.4% - 未婚・離婚・死別女性が世帯主: 9.2% - 非家族世帯: 27.5% - 単身世帯: 21.3% - 65歳以上の老人1人暮らし: 8.1% - 平均構成人数 - 世帯: 2.63人 - 家族: 3.06人 収入と家計 - 収入の中央値 - 世帯: 57,535米ドル（2007年推計68,463ドル） - 家族: 65,858米ドル（2007年推計80,987ドル） - 性別 - 男性: 50,410米ドル - 女性: 33,763米ドル - 人口1人あたり収入: 27,963米ドル - 貧困線以下 - 対人口: 5.8% - 対家族数: 3.9% - 18歳未満: 6.3% - 65歳以上: 3.8% |

## 政治
プレイサー郡はアメリカ合衆国大統領および連邦議会選挙で共和党の強い地盤である。大統領選挙で民主党が多数を取ったのは1976年のジミー・カーターが最後だった。
アメリカ合衆国下院議員の選挙ではカリフォルニア州第4選挙区の一部であり、カリフォルニア州議会下院議員の選挙では、第1、第4、および第5選挙区に入っている。カリフォルニア州議会上院議員の選挙では、第1および第4選挙区に入っており、すべて共和党議員が務めている。
2004年プレイサー郡の前および現ソーシャルワーカーは、郡がホームレスを排除する「不文律」を持っており、従業員にはホームレスを隣接する司法区、すなわちサクラメント郡に送るよう奨励していると報告した。この話は当初「サクラメント・ニューズ・アンド・レビュー」紙で報道され、「サクラメント・ビー」紙の独自の記事で確認された。サクラメント市におけるこのようなホームレス排除の例に基づき、カリフォルニア州議会議員デイブ・ジョーンズが、病院が施設の同意無しに他の郡の施設にホームレスを送ることを禁じる法案2745号を提案した。この法案は2006年にアーノルド・シュワルツェネッガー知事が署名して成案となり、カリフォルニア州健康安全法典の1262.4節に加えられた。